# Abbess Beauchamp and Berners Roding
Abbess Beauchamp and Berners Roding is een civil parish in het bestuurlijke gebied Epping Forest, in het Engelse graafschap Essex met 481 inwoners.